# Kfar Mordechaj
Kfar Mordechaj (hebrejsky כְּפַר מָרְדְּכַי, doslova „Mordechajova vesnice“, v oficiálním přepisu do angličtiny Kefar Mordekhay, přepisováno též Kfar Mordechai) je vesnice typu mošav v Izraeli, v Centrálním distriktu, v Oblastní radě Gederot.

## Geografie
Leží v nadmořské výšce 45 metrů v hustě osídlené a zemědělsky intenzivně využívané pobřežní nížině.
Obec se nachází 10 kilometrů od břehu Středozemního moře, cca 26 kilometrů jižně od centra Tel Avivu, cca 45 kilometrů západně od historického jádra Jeruzalému a 10 kilometrů severovýchodně od přístavního města Ašdod. Je součástí jednotně koncipovaného bloku zemědělských osad Misgav Dov, Šdema, Kfar Mordechaj a Mejšar, které jsou situovány do kruhu okolo centrální vesnice Aseret. Kfar Mordechaj obývají Židé, přičemž osídlení v tomto regionu je etnicky převážně židovské.
Kfar Mordechaj je na dopravní síť napojen pomocí místní silnice číslo 4101 a 4102, která jižně od zdejšího komplexu vesnic ústí do dálnice číslo 41.

## Dějiny
Kfar Mordechaj byl založen v roce 1950. Zakladateli byli Židé z Velké Británie a Jihoafrické republiky. Vesnice je pojmenována podle Mordechaje Eliaše – prvního velvyslance Izraele ve Velké Británii.
Místní ekonomika byla založena na zemědělství. Roku 1959 byl v obci zprovozněn plavecký bazén – první v zdejším regionu. Obec sestává z 56 rodinných farem a 60 rodin nezemědělských rezidentů. Většina obyvatel pracuje mimo obec.

## Demografie
Podle údajů z roku 2014 tvořili naprostou většinu obyvatel v Kfar Mordechaj Židé (včetně statistické kategorie "ostatní", která zahrnuje nearabské obyvatele židovského původu ale bez formální příslušnosti k židovskému náboženství).
Jde o menší obec vesnického typu s dlouhodobě rostoucí populací. K 31. prosinci 2014 zde žilo 624 lidí. Během roku 2014 populace stoupla o 2,0 %.
| Rok            | 1961 | 1972 | 1983 | 1995 | 2001 | 2003 | 2004 | 2005 | 2006 | 2007 | 2008 | 2009 | 2010 | 2011 | 2012 | 2013 | 2014 |
| -------------- | ---- | ---- | ---- | ---- | ---- | ---- | ---- | ---- | ---- | ---- | ---- | ---- | ---- | ---- | ---- | ---- | ---- |
| Počet obyvatel | 236  | 218  | 270  | 355  | 459  | 489  | 487  | 479  | 488  | 500  | 507  | 492  | 520  | 570  | 604  | 612  | 624  |